# 平遠 (装甲巡洋艦)
| 平遠                       | 平遠                         | 平遠                         |
| -------------------------- | ---------------------------- | ---------------------------- |
|                            |                              |                              |
| 艦首から撮影された「平遠」 |                              |                              |
| 艦歴                       |                              |                              |
| 起工                       | 1886年12月7日                | 1886年12月7日                |
| 進水                       | 1888年1月29日                | 1888年1月29日                |
| 就役                       | 1890年5月                    | 1890年5月                    |
| 編入                       | 1895年3月16日 日本海軍に編入 | 1895年3月16日 日本海軍に編入 |
| 喪失                       | 1904年9月18日 触雷沈没       | 1904年9月18日 触雷沈没       |
| 除籍                       | 1905年5月21日                | 1905年5月21日                |
| 要目                       |                              |                              |
| 艦種                       | 裝甲巡洋艦                   | 裝甲巡洋艦                   |
| 排水量                     | 常備排水量                   | 2,100トン                    |
| 排水量                     | 満載排水量                   | 2,640トン                    |
| 全長                       | 60m                          | 60m                          |
| 全幅                       | 12.1m                        | 12.1m                        |
| 吃水                       | 4.4m                         | 4.4m                         |
| 機関                       | レシプロエンジン2基2軸       | レシプロエンジン2基2軸       |
| 最大出力                   | 2,400hp                      | 2,400hp                      |
| 最大速力                   | 10.5ノット                   | 10.5ノット                   |
| 航続距離                   | -ノット/-海里                | -ノット/-海里                |
| 乗員                       | 145名                        | 145名                        |
| 武装                       | （北洋海軍所属時）           |                              |
| 武装                       | 260mm砲                      | 1門                          |
| 武装                       | 150mm砲                      | 2門                          |
| 武装                       | 47mm速射砲                   | 2門                          |
| 武装                       | 機関砲                       | 5基                          |
| 武装                       | 18インチ魚雷発射管           | 4基                          |
| 武装                       | （日本海軍所属時）           |                              |
| 武装                       | 260mm砲                      | 1門                          |
| 武装                       | 150mm砲                      | 2門                          |
| 武装                       | 47mm速射砲                   | 8門                          |
| 武装                       | 45cm魚雷発射管               | 4基                          |
| 装甲                       | 舷側                         | 127～229mm                   |
| 装甲                       | 甲板                         | 51mm                         |
| 装甲                       | 司令塔                       | 127mm                        |
| 装甲                       | 砲塔                         | 127mm                        |
| その他                     | 信号符字：GQHK（1895年〜）   | 信号符字：GQHK（1895年〜）   |

平遠（へいえん、平遠、Ping Yuen）は、清国海軍の装甲巡洋艦。日清戦争で日本軍に降伏、接収され日本海軍に編入された。ただし艦名は日本海軍編入後も変更されていない。

## 艦歴

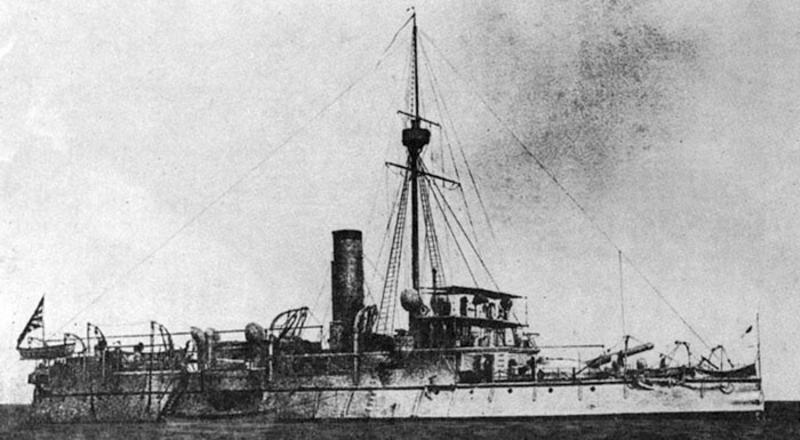
右舷から撮影された本艦。

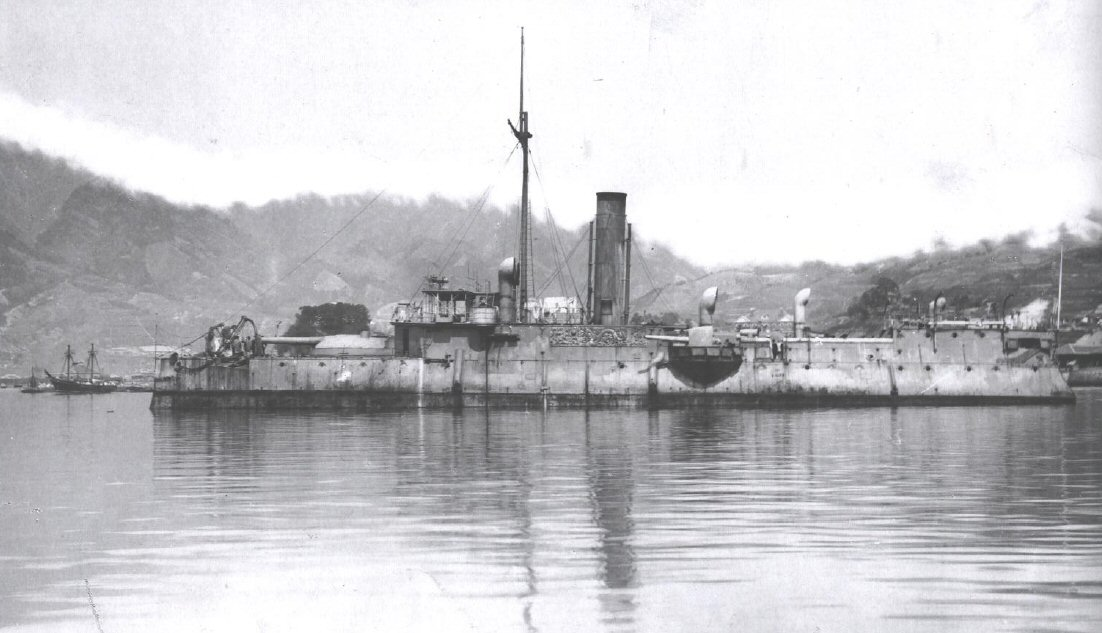
左舷から撮影された本艦。

起工時の艦名は、「龍威」であったが、北洋艦隊への編入時に「平遠」に変更されている。総工費は銀52万4000両。備砲については、47mm速射砲の装備数には2門から8門まで様々な説があり、一定していない。
清国初の国産巡洋艦であるが、装甲はフランスから、主砲・副砲はドイツのクルップからそれぞれ輸入した物であった。
黄海海戦において、日本の旗艦「松島」と交戦、主砲及び魚雷発射管に損害を与えたが、自身も命中弾を受け威海衛に撤退し、1895年（明治28年）2月17日、日本海軍に鹵獲され、3月16日に艦籍に編入された。10月21日、西海艦隊所属となったが、11月15日に呉鎮守府警備艦に指定される。
日清戦争では国内警備に従事し、1898年（明治31年）3月21日、一等砲艦に類別された。
日露戦争では旅順攻略作戦に参加した。
1904年9月18日、「平遠」は鳩湾方面へ哨戒に向かい消息不明となった。捜索にあたっていた「済遠」が9月20日に生存者4名を発見。その証言によると、「平遠」は哨戒から戻る途中、18日午後7時40分頃に鉄島の西約1.5浬で触雷し、沈没したとのことであった。艦長浅羽金三郎中佐以下193名が死亡した。
翌年5月21日に除籍された。

## 年譜
- 1886年 清国、福州馬尾造船廠にて、起工
- 1888年 進水
- 1889年 艤装完了
- 1890年 北洋艦隊に編入し、就役。
- 1894年 日清戦争に参戦、黄海海戦に参加
- 1895年 日本海軍に降伏、編入
- 1898年 砲艦に類別。
- 1904年 日露戦争に参加、触雷沈没
- 1905年 除籍

## 艦長
※『日本海軍史』第9巻・第10巻の「将官履歴」及び『官報』に基づく。
日本海軍
- 柏原長繁 大佐：不詳 - 1896年8月13日
- 細谷資氏 大佐：1896年8月13日 - 1897年4月17日
- 大塚暢雄 大佐：1897年4月17日 - 12月1日
- 中山長明 大佐：1897年12月1日 - 1898年5月23日
- 中尾雄 中佐：1898年5月23日 - 11月2日
- 友野雄介 大佐：1898年11月2日 - 1899年9月29日
- 有川貞白 中佐：1899年9月29日 - 1900年3月14日
- 太田盛実 中佐：1900年3月14日 - 3月26日
- 小泉鑅太郎 中佐：1901年8月30日 - 1902年6月5日
- 毛利一兵衛 中佐：1902年6月5日 - 10月6日
- 大城源三郎 中佐：1902年10月6日 - 1903年7月11日
- 浅羽金三郎 中佐：1903年7月11日 - 1904年9月18日戦死